# ニタ・ナルディ
ニタ・ナルディ（Nita Naldi、1894年11月13日 - 1961年2月17日）は、アメリカ合衆国の女優。サイレント映画期に最も成功したヴァンプ（毒婦）女優の一人。

## 生涯
本名はメアリー・ノナ・ドゥーリー（Mary Nonna Dooley）。アイルランドとイタリアの血を引く両親のもとに、ニューヨーク市にて生まれる。ジーグフェルド・フォリーズでプロとして活動を始めた。その時に芸名を、アイリッシュの姓ドゥーリーからより異国的な響きを持つナルディ（幼年期の友人の姓リナルディにちなむ）に変えた。
1919年、ジョン・バリモアが彼女のエキゾティックな容姿に目をつけ、ニタはすぐにパラマウント社と契約した。バリモアに推薦され、1920年の『狂える悪魔』（Dr.Jekyll and Mr.Hyde）でデビュー。男を狂わせ堕落させるヴァンプのキャラクターを演じることで人気が出、同じくヴァンプ女優であったセダ・バラと競い合った。
最も記念すべき作品は、1922年にルドルフ・ヴァレンティノと共演した『血と砂』（Blood and Sand）である。この作品が大ヒットし、ヴァレンティノとは以後3作品で共演した。
トーキーの時代になると、世界大恐慌もありヴァンプ女優として飽きられてしまい、1929年にシール・バックレイと結婚してほぼ引退状態になった。以後、マイナーな作品や舞台にぽつぽつと出演し続けた。
1961年に心臓発作で死去。

## 映画出演作品
- 『狂へる悪魔』　Dr.Jekyll and Mr.Hyde (1920年)
- 『経験』　Experience (1921年)
- 『血と砂』　Blood and Sand (1922年)
- 『十誡』　The Ten Commandments (1923年)
- 『月の囁き』　The Glimpses of the Moon (1923年)
- 『情熱の悪鬼』　A Sainted Devil (1924年)
- 『毒蛇』　Cobra (1925年)
- 『山鷲』　The Mountain Eagle (1926年)　アルフレッド・ヒッチコックの長篇第2作。フィルムは現存していない。